# 1. Deutscher Bundestag
Der 1. Deutsche Bundestag bestand zwischen dem 7. September 1949 und dem 7. September 1953. Insgesamt tagte der 1. Deutsche Bundestag in 282 Sitzungen, wobei die letzte Sitzung am 29. Juli 1953 stattfand. Der 1. Bundestag konstituierte sich nach der Bundestagswahl 1949, die am 14. August 1949 stattfand.
Alterspräsident war Paul Löbe von der SPD (Reichstagspräsident a. D.).
Am 15. September 1949 wählte der 1. Bundestag Konrad Adenauer (CDU) mit 202 Ja-Stimmen, 142 Nein-Stimmen, 44 Enthaltungen und einer ungültigen Stimme im ersten Wahlgang zum Bundeskanzler.

## Mitglieder des Bundestages
Der 1. Bundestag hatte zu Beginn 402 (+8 Berliner Bundestagsabgeordnete) und am Ende der Legislaturperiode insgesamt 401 (+19) Abgeordnete. Den höchsten Sitzanteil hatte die CDU/CSU mit 139 (+2) Sitzen (Ende: 150), worauf die SPD mit 131 (+5) Sitzen (Ende: 139) folgte. Zudem waren im 1. Bundestag noch die FDP (52+1 Sitze am Ende 55 Sitze), die KPD (15 Sitze am Ende 14 Sitze), die DP (17 Sitze am Ende 17 Sitze) und die WAV (12 Sitze am Ende 5 Sitze) vertreten. Zu Beginn der Wahlperiode gab es weiterhin die BP (17 Sitze) und die Zentrum (10 Sitze). Diese schlossen sich am 14. Dezember 1951 zur FU (am Ende 18 Sitze) zusammen.

## Präsidium des Bundestages
Erich Köhler wurde in der ersten Sitzung mit 346 Ja-Stimmen, und 41 Enthaltungen zum Bundestagspräsidenten gewählt. Nach dessen Amtsniederlegung am 18. Oktober 1950 wurde am 19. Oktober 1950 Hermann Ehlers zu seinem Nachfolger gewählt.

## Arbeit

### Gesetze
Insgesamt kam es zur Einbringung von 805 Gesetzesinitiativen in den Bundestag, wovon sich 472 auf Regierungsvorlagen, 32 auf Initiativen des Bundesrates und 301 auf Initiativen des Bundestages verteilen. Insgesamt wurden 545 Gesetze während der 1. Legislaturperiode vom Bundestag verabschiedet.

### Ausschüsse
Der 1. Bundestag hatte 40 ständige Ausschüsse.

## Parlamentarische Kontrolle

### Anfragen, Aktuelle Stunden und Befragungen
Insgesamt kam es während der Legislaturperiode des 1. Bundestages zu 160 großen Anfragen und 355 kleinen Anfragen. Zudem gab es 16 Fragestunden.

### Untersuchungsausschüsse
Während der Legislaturperiode des 1. Bundestages kam es zu neun Untersuchungsausschüssen.

#### 1. Untersuchungsausschuss
Am 2. Februar 1950 wurde der 1. Untersuchungsausschuss eingesetzt, der auch als „Untersuchungsausschuss zur Überprüfung der Einfuhren“ bezeichnet wird. Zwischen dem 22. März 1950 und dem 8. November 1950 fanden 12 Sitzungen statt.

#### 2. Untersuchungsausschuss
Am 10. Februar 1950 wurde der 2. Untersuchungsausschuss eingesetzt, der auch als „Untersuchungsausschuss zur Überprüfung des Kraftstoffvertriebs“ bezeichnet wird. Zwischen dem 29. März 1950 und dem 27. September 1950 fanden 9 Sitzungen statt.

#### 3. Untersuchungsausschuss
Am 2. März 1950 wurde der 3. Untersuchungsausschuss eingesetzt, der auch als „Untersuchungsausschuss Überprüfung der im Raum Bonn vergebenen Aufträge“ bezeichnet wird. Zwischen dem 22. März 1950 und dem 21. Juni 1952 fanden 35 Sitzungen statt.

#### 4. Untersuchungsausschuss
Am 22. Juni 1950 wurde der 4. Untersuchungsausschuss eingesetzt, der auch als „Grubenkatastrophe auf der Zeche „Dahlbusch“-Untersuchungsausschuss“ bezeichnet wird. Zwischen dem 27. Juli 1950 und dem 29. September 1950 fanden 3 Sitzungen statt.

#### 5. Untersuchungsausschuss
Am 5. Oktober 1950 wurde der 5. Untersuchungsausschuss eingesetzt, der auch als „Hauptstadtfrage (Spiegelausschuss)-Untersuchungsausschuss“ bezeichnet wird. Zwischen dem 5. Oktober 1950 und dem 23. Mai 1951 fanden 36 Sitzungen statt.

#### 6. Untersuchungsausschuss
Am 11. Oktober 1951 wurde der 6. Untersuchungsausschuss eingesetzt, der auch als „Dokumentendiebstahl Bundeskanzleramt-Untersuchungsausschuss“ bezeichnet wird. Zwischen dem 7. November 1951 und dem 13. April 1953 fanden 16 Sitzungen statt.

#### 7. Untersuchungsausschuss
Am 11. Oktober 1951 wurde der 7. Untersuchungsausschuss eingesetzt, der auch als „Missstände in der Bundesverwaltung-Untersuchungsausschuss“ bezeichnet wird. Zwischen dem 7. November 1951 und dem 9. Juni 1952 fanden 13 Sitzungen statt.

#### 8. Untersuchungsausschuss
Am 24. Oktober 1951 wurde der 8. Untersuchungsausschuss eingesetzt, der auch als „Missstände im Auswärtigen Dienst-Untersuchungsausschuss“ bezeichnet wird. Zwischen dem 16. November 1951 und dem 8. Oktober 1952 fanden 40 Sitzungen statt.

#### 9. Untersuchungsausschuss
Am 10. September 1952 wurde der 9. Untersuchungsausschuss eingesetzt, der auch als „Einstellung von Schwerbeschädigten bei den Bundesdienststellen-Untersuchungsausschuss“ bezeichnet wird. Zwischen dem 1. Oktober 1952 und dem 26. Juni 1953 fanden 10 Sitzungen statt.

## Tagungsorte
Alle Sitzungen des Bundestags bis einschließlich zur vorletzten am 3. Juli 1953 fanden im Plenarsaal des Bonner Bundeshauses statt. Zu seiner letzten Sitzung am 29. Juli 1953 kam er aufgrund von Umbauarbeiten am Plenarsaal (1987 abgebrochen) zum einzigen Mal in seiner Geschichte in Köln im Großen Sendesaal des Funkhauses des damaligen Nordwestdeutschen Rundfunks zusammen.

## Sondersitzungen
Während der 1. Wahlperiode kam es zu zwei Sondersitzungen, dabei handelte es sich um die 67. Sitzung am 6. Juni 1950 und die 214. Sitzung am 23. Mai 1952.

## Wissenswert
Die Zusammenkunft des 1. Deutschen Bundestages in Bonn hatte weitreichende Auswirkungen auf die Fahrpläne der Eisenbahnen der Westzonen. Hochwertige Fernzüge wurden ab dem 2. September 1949 nach Bonn Hauptbahnhof verlängert oder hielten zusätzlich in Bonn-Beuel und von Kiel, München, Stuttgart und Freiburg im Breisgau wurden Schlafwagenverbindungen nach Bonn eingerichtet.